# Semicossyphus darwini
 Semicossyphus darwini és una espècie de peix de la família dels làbrids i de l'ordre dels perciformes.

## Morfologia
Els mascles poden assolir els 70 cm de longitud total i els 4 kg de pes.

## Distribució geogràfica
Es troba des de l'Equador fins al Perú, incloent-hi les Illes Galápagos.